# كاواغوتشي (سايتاما)
مدينة كاواغوتشي (بالإنجليزية: Kawaguchi)‏ هي أحد المدن التابعة لمحافظة سايتاما. تأسست رسميًا في 01/04/1933. ويقدر عدد سكانها بـ 552883 نسمة حسب تقدير مكتب الإحصاء الياباني لعام 2012. تبلغ مساحة كاواغوتشي 61.97 كم2. بكثافة سكانية تبلغ 8922 نسمة/كم2.

## أعلام
- ماساكي سايتو
- بول ناكانو
- تاإيشي تسوكاموتو
- تشيمي تشيبا
- ماساميتسو هيرانو